# Michael Dees
Michael Dees, né le 30 août 1941  à Houston au Texas, est un chanteur de jazz et acteur américain.

## Biographie
Michael Dees participe principalement aux bandes originales de films et séries pour la télévision et le cinéma en tant que chanteur principal ou chœur. Il sort son premier et unique album One Single Rose en 2002.
Il est principalement connu pour la chanson What Are You Doing the Rest of Your Life ? composée par Michel Legrand qu'il interprète pour le film The Happy Ending et qui reçoit une nomination pour l'Oscar et le Golden Globe de la meilleure chanson originale et qui remporte deux Grammy Awards.

## Filmographie
- 1969 : The Happy Ending : interprète de What Are You Doing the Rest of Your Life ?
- 1970 : A Walk in the Spring Rain : interprète de A Walk in the Spring Rain
- 1971 : The Windsplitter : interprète de The Road Home
- 1975 : Le Jour du fléau : interprète de Isn't It Romantic?
- 1978 : Tête brûlée et pied tendre (Hot Lead and Cold Feet) de Robert Butler : interprète de May the Best Man Win
- 1979 : Anatomy of a Seduction : interprète et compositeur de Let Me Love Me
- 1981 : Victor la gaffe : interprète de Cecilia
- 1985 : One Magic Christmas : interprète de I'll Be Home for Christmas
- 1994 : Le Cygne et la Princesse : membre du chœur
- 1995 : Sabrina : le chanteur de la fête à Larrabee qui chante Moonlight et How Can I Remember?
- 1998 : Les Rois de Las Vegas : Frank Sinatra qui chante I've Got the World On a String, I'm Gonna Live Till I Die, High Hopes et One for My Baby (and One More for the Road)
- 1995 : Cagney and Lacey: Together Again
- 1997-2013 : Les Simpson : 
  - 1997 : Homer contre New York : interprète de New York, New York
  - 1999 : Le Chef-d'œuvre d'Homer : interprète de Arrivederci Roma
  - 2013 : Dark Knight Court : interprète de Easter Parade
  - 2006 : L'Histoire apparemment sans fin : interprète de Fly Me to the Moon
- 1999 : Un de trop : interprète de Goin' Out of My Head
- 2004 : Natalie Wood : Le Prix de la gloire : interprète de Moonlight in Vermont, Second Time Around, Rags to Riches, Only You, The Mystery of You et You Oughta Be In Pictures
- 2005 : Assaut sur le central 13 : interprète de Nothing But the Best
- 2006 : El Cantante : interprète de It's Time for Christmas Crooner
- 2012 : Ilhabela : Jack